# Avenue Charles-Saint-Venant
L'avenue Charles Saint-Venant  est une avenue de Lille.

## Situation et accès
L’avenue relie la rue de Tournai à la rue Gustave-Delory dans le quartier de Lille-Centre.
Elle est desservie par la station de métro Gare Lille-Flandres.

## Origine du nom
Elle rend hommage à Charles Saint-Venant, député socialiste SFIO du Nord adjoint du maire Gustave Delory.

## Historique
L’« avenue Charles-Saint-Venant » succède en 1927 à la « rue du Bourdeau » datant du XIIIe siècle. Cette rue étroite et sinueuse située dans la paroisse Saint-Maurice reliait la rue de l’Abbiette, actuelle rue de Tournai, à la rue de Fives, actuelle rue Gustave-Delory.
Elle était traversée par le canal du Haut-Becquerel recouvert au cours de la deuxième moitié du XIXe siècle. Des usines de filature et tissage de lin sont ouvertes en 1865 par Henri Boutry qui installe ensuite un atelier de couture à l’emplacement d’une voie étroite qui reliait la rue du Bourdeau à la rue du Vieux-Marché aux moutons (emplacement de l’actuelle rue du Molinel), la « cour du Pourcelet » qui disparaît en 1870. Une manufacture de chaussures et tannerie était également installé dans la rue côté pair.
Les immeubles de la partie de la rue donnant sur la rue de Tournai comprenant les usines et ateliers Boutry sont détruits par les  bombardements du siège d’octobre 1914. Ce tronçon est élargi et redressé dans les années 1920 par la construction d’immeubles  à l’arrière de la rue du Molinel (anciennement rue du Vieux-Marché aux moutons) et de la rue des Augustins en recul par rapport à ceux de l'ancienne rue du Bourdeau. Un terrain non rebâti  devient la gare routière des cars Citroën avec accès rue du Molinel. Cette gare routière est remplacée par des immeubles construits dans les années 1960. La partie  donnant sur la rue Gustave-Delory préservée reste jusque 1960 dans son étroitesse d’origine avec l’usine de cordonnerie qui poursuit son activité.
La rue est élargie dans son ensemble au début des années 1960 lors de la rénovation du quartier Saint-Sauveur et placée dans l’axe de la rue Saint-Sauveur également élargie et déportée.

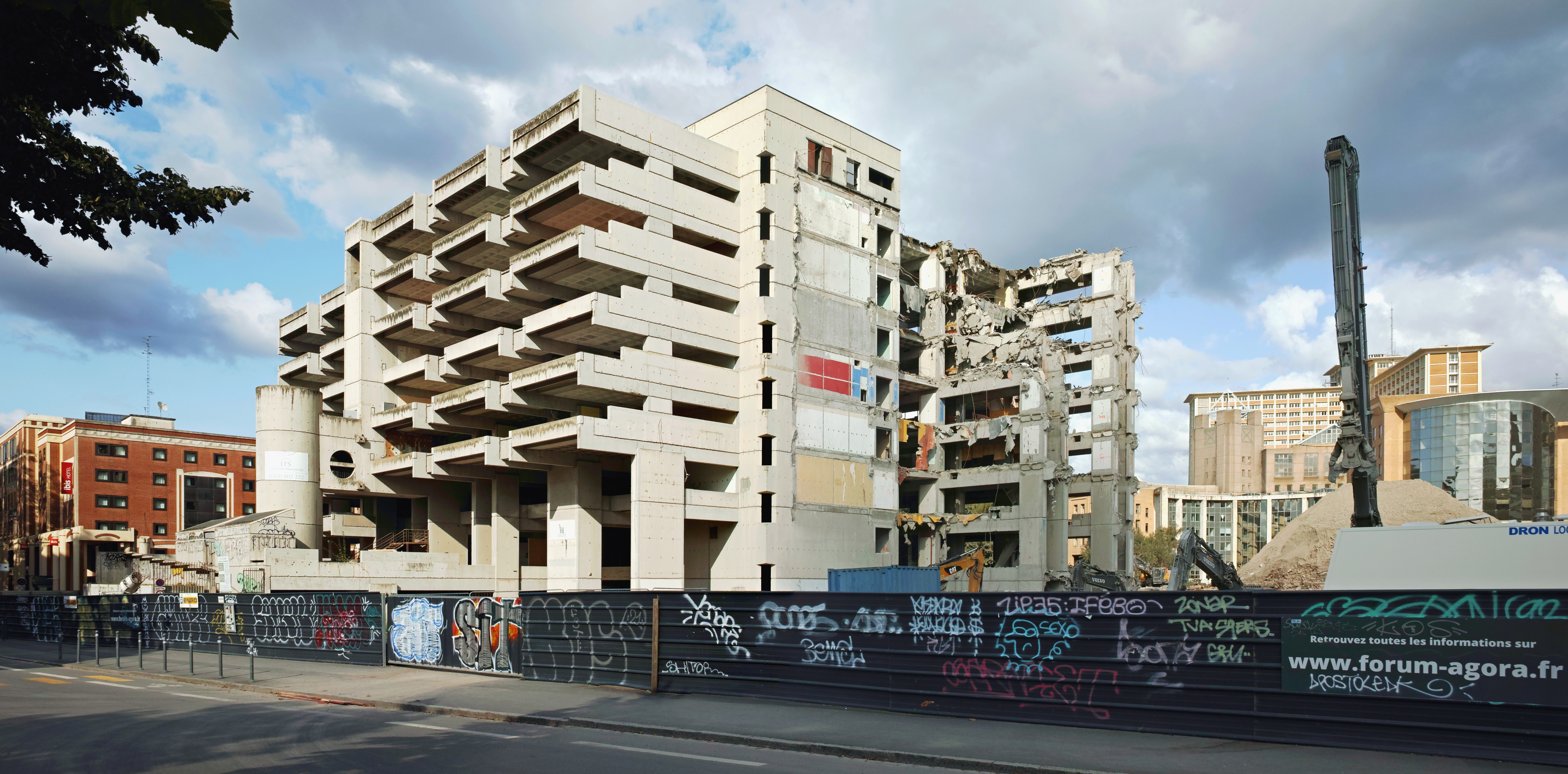
Le « Forum » en cours de déconstruction en 2021

Les immeubles du côté  pair (Est) sont remplacés par le « Forum », bureaux du Conseil départemental du Nord, un hôtel et un restaurant de chaine. L’immeuble du Forum est déconstruit en 2019-2022 pour être reconverti en centre tertiaire.